# Ciboria acerina
Ciboria acerina är en svampart som beskrevs av Whetzel & N.F. Buchw. ex J.W. Groves & M.E. Elliott 1961. Ciboria acerina ingår i släktet Ciboria och familjen Sclerotiniaceae.  Arten är reproducerande i Sverige. Inga underarter finns listade i Catalogue of Life.